# Clemencia de Hungría
Clemencia de Hungría (Nápoles, 8 de febrero de 1293-París, 20 de octubre de 1328) fue reina consorte de Francia y de Navarra. Fue hija de Carlos Martel de Anjou, rey titular de Hungría, y de Clemencia de Habsburgo, hija de Rodolfo I, rey de romanos. Clemencia era una hermana menor del rey Carlos I de Hungría.

## Biografía

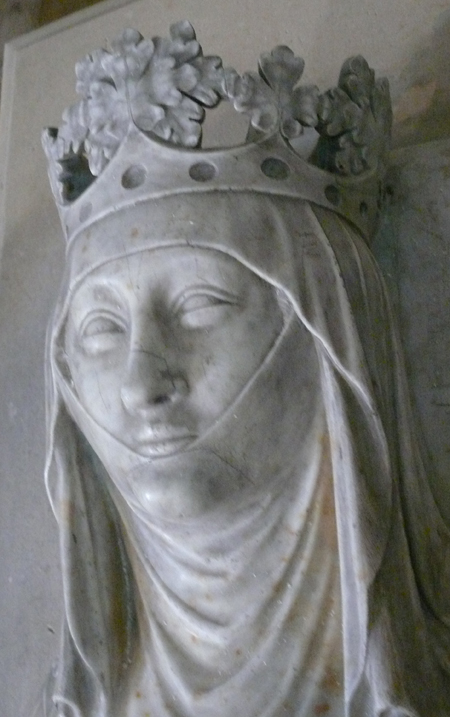
Clemencia de Hungría, reina de Francia.

Tras la muerte sin descendientes varones del rey Ladislao IV de Hungría en 1290, la reina napolitana María de Hungría, hija del rey Esteban V de Hungría, reclamó de inmediato el trono húngaro. Ella cedió sus derechos reales en favor de su hijo mayor, Carlos Martel, padre de Clemencia de Hungría. Sin embargo, los húngaros coronaron a Andrés III de Hungría, descendiente del rey Andrés II de Hungría, que había nacido y crecido en Venecia. A pesar de que Carlos Martel tomó en dos ocasiones el título de duque de Eslavonia (el cual era tradición que los herederos al trono adoptasen), se vio impotente ante Andrés III, y no consiguió acercarse a su meta de obtener la corona húngara. En 1294, su repentina muerte por la peste causó gran conmoción, y la reina María inmediatamente transfirió los derechos a Carlos Roberto, hijo mayor de Carlos Martel, y hermano mayor de Clemencia de Hungría. Tras la muerte de Andrés III en 1301, se produjo finalmente la desaparición de la Casa de Árpád, y tras un periodo caótico de interregno, Carlos Roberto fue coronado como rey de Hungría.
Los tres hermanos, Carlos Roberto, Clemencia y Beatriz, nacieron en Nápoles y se criaron bajo la influencia de su abuela paterna, María. Se estima que hablaba como lengua materna el francés (pues la familia de su padre era una rama de los reyes de Francia) y el italiano, pues había nacido y se había criado en Nápoles. Se desconoce la influencia que pudo haber tenido su abuela paterna y haberle enseñado algo de húngaro.
La huérfana Clemencia fue elegida por su familia y la política angevina para convertirse en reina de Francia, tras la muerte de Margarita de Borgoña en el castillo de Château-Gaillard, donde estaba prisionera por orden de su esposo, Luis X de Francia, por haber sido acusada de adulterio. Clemencia contrajo matrimonio con el rey el 19 de agosto de 1315 y fue coronada en Reims el 24 del mismo mes.
Enviudó en junio de 1316, suscitándose en torno a ella el problema de sucesión, pues se encontraba embarazada y del resultado de la gestación dependía el trono que estaba entre la hija de Luis X y Margarita de Borgoña, Juana -sobre la que recaían sospechas de bastardía por el adulterio de su madre- o su hermano aún sin nacer. El 15 de noviembre, Clemencia de Hungría dio a luz a un varón, proclamado inmediatamente rey de Francia con el nombre de Juan I y soberano del reino bajo la regencia de su tío, Felipe de Poitiers. Sin embargo, el monarca neonato vivió tan solo cinco días y falleció el 20 de noviembre, siendo sucedido por Felipe, como Felipe V de Francia.
De acuerdo a los relatos de Maurice Druon, en su libro La Ley de los varones, Juan I sobrevivió (aunque nunca se supo acerca de su existencia) y pasó el resto de su vida con la nodriza que lo cuidó durante la enfermedad que aquejó a la reina luego del parto. En realidad, el niño que falleció fue el hijo de esta nodriza, quien el día de la presentación reemplazó a Juan I debido a las sospechas que sus curadores tenían de que él sería envenenado como su padre, Luis X.
Tras la muerte de su hijo, Clemencia abandonó la corte y se trasladó al Palacio del Temple y de ahí a Aviñón. En 1318, pasó a residir en el Convento de Dominicas de Aix-en-Provence. Retornó a París tras varios años de ausencia y falleció el 12 de octubre de 1328, a los 35 años de edad. Tres días más tarde, el 15 de octubre, fue sepultada en el Convento de los Jacobitas.